# Linha 2 do Metrô de Los Teques
A Linha 2: Alí Primera ↔ Independencia é uma das linhas em operação do Metrô de Los Teques, inaugurada no dia 11 de dezembro de 2012. Estende-se por cerca de 1,7 km. A cor distintiva da linha é o verde.
Possui um total de 3 estações em operação, das quais 2 são subterrâneas e 1 é superficial. A Estação Alí Primera possibilita integração com a Linha 1 do Metrô de Los Teques.
A linha é operada pela C. A. Metro Los Teques. Atende o município Guaicaipuro, situado no estado de Miranda.

## Trechos
A Linha 2, ao longo dos anos, foi sendo ampliada a medida que novos trechos eram entregues. A tabela abaixo lista cada trecho construído, junto com sua data de inauguração, o número de estações inauguradas e o número de estações acumulado:
| Trecho                      | Inauguração            | N.º de estações entregue | N.º de estações acumulado |
| --------------------------- | ---------------------- | ------------------------ | ------------------------- |
| Alí Primera ↔ Guaicaipuro   | 11 de dezembro de 2012 | 2                        | 2                         |
| Guaicaipuro ↔ Independencia | 1º de dezembro de 2013 | 1                        | 3                         |

## Estações
| Nome          | Inauguração            | Município   | Integração | Posição     | Latitude      | Longitude     |
| ------------- | ---------------------- | ----------- | ---------- | ----------- | ------------- | ------------- |
| Alí Primera   | 11 de dezembro de 2012 | Guaicaipuro |            | Superfície  | 10° 21' 08" N | 67° 02' 20" O |
| Guaicaipuro   | 11 de dezembro de 2012 | Guaicaipuro | -          | Subterrânea | 10° 20' 45" N | 67° 02' 35" O |
| Independencia | 1º de dezembro de 2013 | Guaicaipuro | -          | Subterrânea | 10° 20' 27" N | 67° 02' 17" O |